# Order Korony Indii
Order Cesarski Korony Indii (ang. The Imperial Order of the Crown of India) – cesarski order kobiecy ustanowiony 31 grudnia 1877 przez królową angielską Wiktorię jako cesarza Indii.
Order został ustanowiony na pamiątkę przyjęcia przez Wiktorię tytułu cesarzowej Indii. Składał się z dekoracji owalnej, ozdobionej perłami z cesarskim monogramem w środku „VRI” (Victoria Regina Imperatrix) z diamentów, pereł i turkusów oraz korony cesarskiej u góry, noszonej na jedwabnej jasnoniebieskiej wstędze orderowej z białymi brzegami.